# Francisco Soucasaux
Francisco Soucasaux (1856-1904) foi um pintor, fotógrafo, cineasta, empresário e construtor e português. Com longa passagem pelo Brasil, Francisco foi responsável por diversas obras relevantes no país. Ao lado do arquiteto e jornalista português Alfredo Camarate e a participação do comerciante Eduardo Edwards, Francisco criou a firma Edwards, Camarate & Soucasaux, empreiteira que tomaria a responsabilidade da construção de alguns prédios da cidade de Belo Horizonte.

## Biografia
Francisco Soucasaux nasceu em Portugal, mais especificamente na cidade de Barcelos, no ano de 1856, mesmo local onde veio a falecer em 1904. Viajou para o Brasil jovem, onde foi responsável pela construção de vários prédios na cidade do Rio de Janeiro.
Em março de 1894, mudou-se para a então recém criada Belo Horizonte, atraído pelas oportunidades de trabalho que surgiriam no lugarejo. Entre as várias atividades que exerceu lá, a de construtor foi a de maior influência. Foi encarregado da serraria, carpintaria e marcenaria da Comissão Construtora de Belo Horizonte . Atuando na edificação de várias obras públicas, como a Estação General Carneiro junto com Eduardo Edwards e Alfredo Camarate e o Palácio do Congresso, ambos demolidos atualmente. Foi um dos empreiteiros do antigo prédio do Ginásio (mais tarde Forum, atualmente Instituto da Educação) .  
Durante este período, também atuou como fotógrafo da Comissão. Apesar de terem sido identificadas somente cinco fotografias como de sua autoria, segundo o historiador Abílio Barreto, que também fazia parte da Comissão, foi Francisco Soucasaux o primeiro responsável pelo Gabinete Fotográfico. Com isso, assume-se que as primeiras fotos foram realizadas por Francisco e posteriormente substituído por João Cruz Salles, por causa de outros encargos como o de construtor que ele já possuía na Comissão .  
Após a inauguração da capital Belo Horizonte, Soucasaux construiu e inaugurou o primeiro teatro de Belo Horizonte, então conhecido como Teatro Soucasaux em 1899.
Iniciou também projetos ligados à fotografia, instalando nos fundos de sua casa, um pequeno chalé que se tornou seu atelier fotográfico. Foi responsável pela publicação da primeira série de cartões postais de Belo Horizonte, que compreendiam 25 cartões, editados em 1902 e impressos nas oficinas do Jornal do Brasil, no Rio de Janeiro . Era o embrião para um projeto mais ousado: o Álbum do Estado de Minas Gerais. Em 1903, realiza no Teatro Soucasaux uma exibição de cerca de 700 fotografias com a presença de convidados ilustres como o Presidente do Estado, secretários do governo, prefeito da capital. O objetivo era obter recursos para a realização do projeto, porém ele foi rejeitado no Senado Mineiro. Mesmo assim não desistiu, em maio de 1904 resolveu voltar a sua cidade natal para tratar da saúde e também pretendia imprimir o Álbum na Alemanha. No entanto, faleceu antes de completar o seu projeto, mas antes disso, solicitou ao seu irmão que desse continuidade. E foi assim que Augusto, seu irmão, vem ao Brasil e publica o primeiro fascículo do Álbum, com 56 páginas, em 1906 .    

## Obras fotográficas
No início do século XX, Francisco Soucasaux era um dos fotógrafos atuantes no estado de Minas Gerais, quando buscava então publicar um álbum ilustrado sobre o mesmo estado.  Francisco faleceu antes de concluir seu projeto, que foi finalizado por seu irmão, Augusto Soucasaux. Parte de suas fotografias de Belo Horizonte se encontram nos acervos do MHAB e no Arquivo Público Mineiro, na capital Belo Horizonte. O volume, de 56 páginas, teve composição estética do artista Alberto Delpino e contou com os textos de Augusto Soucasaux, Josaphat Bello, Joaquim Cândido da Costa Senna e Augusto de Lima.
Em 1904, Francisco Soucasaux enviou para a Exposição Universal de Saint-Louis (Estados Unidos) oito quadros de grandes dimensões, todos emoldurados, mostrando a curta mas intensa história da construção de Belo Horizonte. Recebeu a medalha de ouro pelo trabalho .

## Galeria

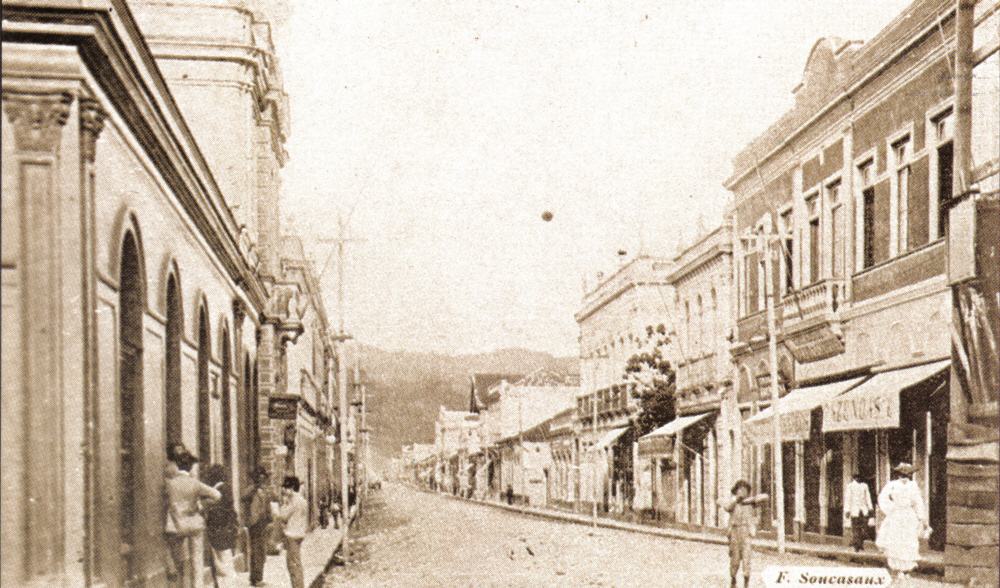
Rua Halfeld, Juiz de Fora, Brasil, 1903
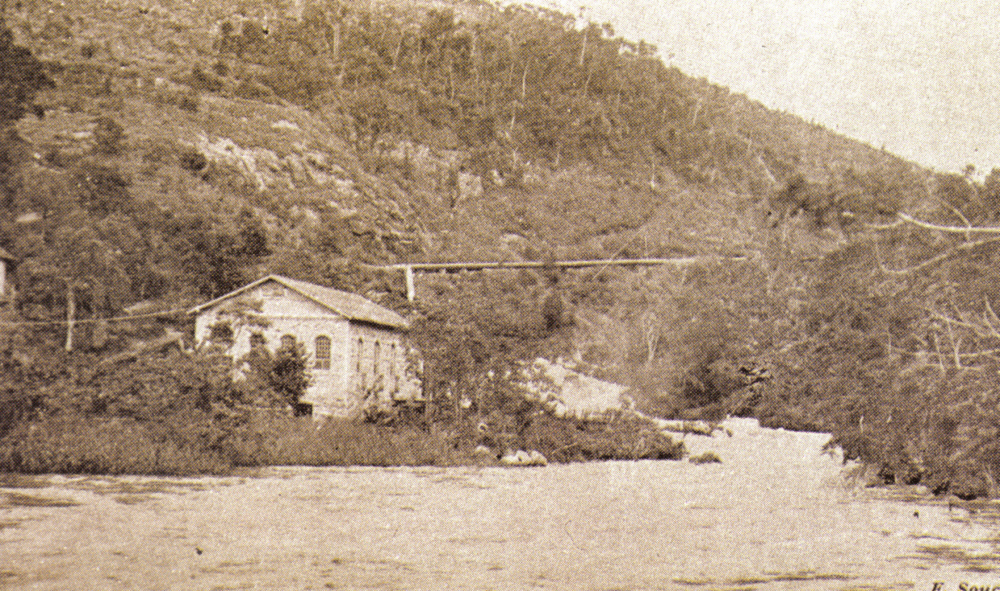
Usina Hidrelétrica de Marmelos, Juiz de Fora, Brasil, 1903